# La guerra gaucha
La guerra gaucha és una pel·lícula argentina, dirigida per Lucas Demare, estrenada el 20 de novembre de 1942.
La pel·lícula va ser protagonitzada per Enrique Muiño, Francisco Petrone, Ángel Magaña i Amelia Bence entre d'altres. El guió va ser escrit per Homer Manzi i Ulyses Petit de Murat a partir del llibre del mateix nom (1905) de Leopoldo Lugones. Ha estat considerada «la pel·lícula de més èxit del cinema argentí, i també una de les millors».
La pel·lícula, de to èpic, transcorre en 1817 a la província de Salta (nord-oest de l'Argentina) en el context de les accions de guerrilla dels gautxos partidaris de la independència, sota el comandament del general Martín Güemes, contra l'exèrcit regular realista que responia a la monarquia espanyola.
Per a la filmació d'exteriors es va construir un llogaret a la mateixa zona on es van desenvolupar els esdeveniments que van inspirar la pel·lícula. Les escenes de conjunt, per les quals es va comptar amb mil participants, no havien tingut precedent al cinema argentí.
Tant la gènesi de la pel·lícula com el seu contingut es troben vinculats amb el particular moment històric de l'Argentina en el qual hi havia un intens debat sobre si el país havia de pronunciar-se en favor d'un dels bàndols o mantenir la seva neutralitat amb relació a la Segona Guerra Mundial que es trobava en ple desenvolupament.
L'exaltació en l'obra dels valors lligats al nacionalisme expressats en la conjunció del poble, l'exèrcit i l'església en la lluita en defensa de la terra va ser considerada per alguns com una anticipació de la ideologia de la revolució que el 4 de juny de 1943 va desplaçar al desprestigiat govern de Ramón Castillo.
La pel·lícula va ser produïda per Artistas Argentinos Asociados, una cooperativa d'artistes creada poc abans i va requerir una inversió molt superior a la d'altres produccions de l'època, però el seu èxit de públic va permetre recuperar el cost a les sales d'estrena, on va romandre dinou setmanes.

## Producció

### La novel·la
Leopoldo Lugones (1874-1938) va exercir el periodisme i va desenvolupar una vasta obra literària, respecte de la qual Ricardo Rojas va dir:
| « | El seu enginy verbal va ser portentós i va passar per totes les escoles literàries; tal com va ser impressionable la seva ment i va passar per tots els partits polítics. La varietat dels seus temes, gèneres i estils, així en el vers com en la prosa, és el tret més evident de les seves "obres completes", si se les veu en el seu conjunt, tot i que si se les estudia separadament s'aprecia l'erudició, la fantasia, la riquesa verbal. | » |

Per escriure La guerra gaucha Lugones va anar a la província de Salta, a conèixer els llocs en què es va desenvolupar la lluita i registrar la tradició oral sobre la mateixa. Es tracta d'un relat èpic compost per diverses històries en què s'utilitza un vocabulari molt ampli i carregat de metàfores. Els diàlegs són curts i, en canvi, les descripcions i les visions subjectives són abundants. Les característiques del paisatge i la natura saltenya es descriuen en forma extensa i detallada i tenen gran importància com a elements del llibre.

## Context històric
El 20 de febrer de 1938, va assumir la presidència de l'Argentina Roberto M. Ortiz, un radical antipersonalista, que havia expressat la seva intenció d'acabar amb el frau electoral sistèmic impost a partir del cop militar que va enderrocar al radicalisme el 1930. No obstant això, aquest propòsit va trobar resistència en sectors de la coalició política anomenada La Concordancia a la qual ell pertanyia. L'agreujament de la diabetis que patia el va obligar a delegar el comandament en el vicepresident Ramón Castillo, primer en forma provisional i a partir del 27 de juny de 1942 de forma definitiva. El nou president no estava d'acord amb la política d'Ortiz i va repetir des del seu càrrec les pràctiques de frau, desanimant així als que s'havien esperançat amb el canvi que havia proposat el seu antecesor.

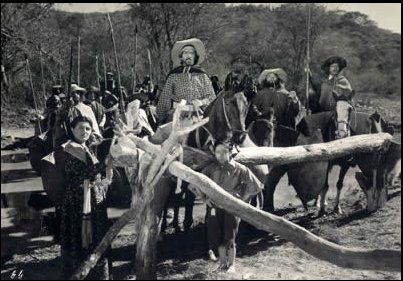
Francisco Petrone en La guerra gaucha.

Tot just es va iniciar la Segona Guerra Mundial el govern argentí va declarar el 4 de setembre de 1939 la neutralitat de país davant el conflicte, repetint així la posició que havia tingut durant la Primera Guerra Mundial (1914-1918). Gran Bretanya va donar suport a aquesta decisió ja que li interessava que Argentina es mantingués neutral i pogués seguir abastant-la d'aliments durant la guerra.
Al desembre de 1941 els Estats Units van entrar en guerra. El gener de 1942 es va realitzar la Tercera Reunió Consultiva de Cancilleres de las Repúblicas Americanas a Rio de Janeiro a instàncies dels Estats Units que aspirava a obtenir una decisió que obligués a la ruptura de relacions amb els països de l'Eix. L'Argentina, que durant els anys anteriors havia tingut continus frecs amb els Estats Units, es va oposar a tal pretensió i va influir en forma decisiva perquè s'aprovés "recomanar" la ruptura, en lloc de fer-la obligatòria.
Els problemes vinculats a la política exterior van assumir llavors major importància en l'Argentina i van reavivar el conflicte entre el sector polític aliadòfil, el neutralista i el que era més afí als països de l'Eix. Dins d'aquest últim, numèricament minoritari, militaven els partidaris del nacionalisme i alguns oficials de les forces armades. El tema de la posició del país enfront de la guerra va desplaçar les altres qüestions del centre de l'escenari públic.
A partir de la dècada de 1930 i seguint una tendència que era general a Llatinoamèrica, les idees nacionalistes es van enfortir en els camps i sectors més diversos a Argentina. En partits polítics com la Unión Cívica Radical i el Partido Socialista, en el sindicalisme socialista i en el sindicalista revolucionari organitzat en la Confederación General del Trabajo de la República Argentina creixien els corrents favorables a la intervenció de l'Estat per preservar els interessos nacionals i promoure la industrialització.
Aquest canvi ideològic era observable també en la cultura, amb la reivindicació del tango i de les arrels gautxes i indígenes.
La guerra gaucha va ser triada com a tema, guionitzada i filmada en aquest context de nacionalisme en expansió i debat sobre la guerra.

### Situació de la indústria cinematogràfica a l'Argentina
En 1938 la producció de pel·lícules a l'Argentina es trobava en expansió amb 41 estrenes que van significar el debut de 16 directors. En 1939 la xifra va pujar a 51 pel·lícules i es va portar a l'Argentina la primera truca, la qual cosa significava un avanç tècnic important per a la qualitat de les pel·lícules. El cinema argentí tenia un enorme èxit i el cinema hispà, de Nova York, estava dedicat íntegrament a exhibir produccions de Lumiton i de l'Argentina Sono Film amb enormes recaptacions. En altres llocs dels Estats Units com Texas, Colorado, Florida, Arizona, Nou Mèxic i Califòrnia es repetia el fenomen. A Mèxic s'estrenaven gairebé totes les pel·lícules argentines. El 1940 van ser 49 les estrenes, tot i que començava a escassejar el cel·luloide en raó de la guerra, el 1941 va haver 47 estrenes i el 1942 van ser 57.

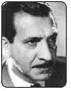
Francisco Petrone

### La productoraArtistas Argentinos Asociados
Un grup integrat pels artistes en aquest moment desocupats Enrique Muiño, Elías Alippi, Francisco Petrone, Ángel Magaña, el director Lucas Demare i el cap de producció d'una empresa cinematogràfica Enrique Faustín es reunia habitualment al començament dels anys 40 en el cafè El Ateneo ubicat al carrer Carlos Pellegrini i Cangallo (avui Tinent General Juan D. Perón) de la ciutat de Buenos Aires.
La anomenada «barra del Ateneo», després de llargues deliberacions, va decidir acceptar la idea portada per Faustín de configurar una productora que treballés en cooperativa a l'estil dels United Artists of the United States i així es va formar el 26 de setembre de 1941 Artistas Argentinos Asociados Sociedad Cinematográfica de Responsabilidad Limitada.

### La gestació de la pel·lícula
Filmar La guerra gaucha va estar des de l'inici en els plans d'Artistas Argentinos Asociados. Homero Manzi tenia aquesta idea des que havia fet el llibret de la pel·lícula Viento Norte i a força d'insistir va convèncer al director Lucas Demare de la viabilitat del projecte. Francisco Petrone va ser un dels quals més ho va recolzar i, recordant l'èxit de la pel·lícula Prisioneros de la Tierra, va proposar que el llibret fos elaborat per Manzi i Ulyses Petit de Murat. Els drets d'autor per a la pel·lícula es van adquirir a Leopoldo Lugones que a més de cobrar deu mil pesos, va rebre dos discos de jazz que no s'aconseguien al país.

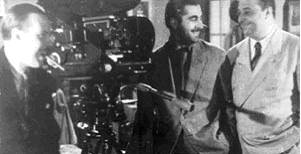
Ulyses Petit de Murat, Lucas Demare i Homero Manzi.

Mentre, Elías Alippi, que havia de fer el paper de capità Del Carril, va emmalaltir de càncer (va morir el 3 de maig de 1942), amb la qual cosa els seus companys d'empresa sabent que no estava en condicions de sobreviure a les dures condicions de la filmació i, no volent reemplaçar-ho en vida, van postergar la filmació amb una excusa i van començar a rodar El viejo Hucha, on no tenia paper. Al recordar la proposta per fer el guió, Ulyses Petit de Murat va dir:
| « | Jo segueixo pensant que no hi havia res cinematogràfic en aquest llibre. Lugones era un poeta formidable però no estava dotat per la narrativa. Manzi, amb l'esforç estratègic de Petrone, plantejava tot com si ja estigués resolt, per haver aconseguit jo suturar tres contes de Quiroga per Prisioneros. Però, com defugir al monumental Lugones, contra el qual havíem guerrejat tant en una època, per la seva èmfasi terrible en l'ortodòxia poètica de la rima i la mètrica, però que sempre ens impressionava, a partir de la lectura de la seva memorable Montañas de oro? | » |

A causa que amb El vell Guardiola s'havia gastat part dels diners necessaris per fer La guerra gaucha, els socis d'Artistas Argentinos Asociados que havien participat en ella van incrementar el capital de la societat amb els honoraris que els corresponien. Aquest esforç financer no va ser suficient i van haver d'associar-se amb <i>Estudios San Miguel</i> i malvendre els drets d'exhibició de la pel·lícula per a algunes zones. Gràcies a aquestes decisions es va poder filmar amb «una mica menys de constrenyiment però sense folgança».

### El guió

#### Homero Manzi

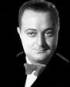
Homero Manzi

Homer Manzi es va interessar des de jove per la literatura i el tango. Després d'una breu incursió en el periodisme, Manzi va treballar com a professor de literatura i castellà però per raons polítiques (afiliat a la Unión Cívica Radical) va ser expulsat de les seves càtedres i es va dedicar a l'art.
El 1935 va participar de la fundació de FORJA (Fuerza de Orientación Radical de la Joven Argentina), agrupació la posició de la qual ha estat caracteritzada com de «nacionalisme populista». Es va centrar gairebé exclusivament en la problemàtica argentina i Hispanoaméricana i en el seu discurs propugnava «reconquistar el domini polític de la nostra pròpia terra» ja que considerava que el país estava encara en una situació colonial. En relació al conflicte europeu recolzava la posició de neutralitat sostenint que cap gran interès argentí o Hispanoaméricano estava allí en joc, si bé la seva posició era de rebuix tant al feixisme com al comunisme.
El 1934 Manzi va fundar la revista Micrófono, que s'ocupava de la radiotelefonia i del cinema argentins i en col·laboració amb Hugo Mac Dougall va realitzar els guions de Nobleza gaucha (1937), nova versió de la pel·lícula muda de 1915, Huella (1940), pel qual van obtenir el segon premi de la Municipalitat de Buenos Aires i Confesión (1940), sense que cap de les pel·lícules tingués èxit.
El 1940 Manzi comença la que seria una llarga col·laboració amb Ulyses Petit de Murat, escrivint el guió de Con el dedo en el gatillo (1940) al que seguiria el de Fortín alto (1941).

#### Ulyses Petit de Murat
Ulyses Petit de Murat va néixer el 1907 i es va dedicar des de jove a la literatura i al periodisme. En el diari Crítica va estar al capdavant de la pàgina de música i després va codirigir amb Jorge Luis

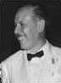
Ulyses Petit de Murat.

Borges el seu suplement literari. El 1932 va passar a la secció de cinema de Crítica i el 1939 va escriure el seu primer guió cinematogràfic per a la pel·lícula Prisioneros de la tierra, adaptació de quatre contes d'Horacio Quiroga, realitzada en col·laboració amb un fill d'aquest, anomenat Darío Quiroga al que va seguir el 1940 en Con el dedo en el gatillo, en col·laboració amb Homer Manzi.
Els guionistes van començar per seleccionar les històries que podrien proporcionar-los els elements per al seu treball. El conte Dianas va ser triat com a base principal, d'Alertas es van prendre els personatges de General, el nen que avisa en la pulpería la presència dels espanyols i de la vella remeiera que és desdoblada en dues: la dona que actua al costat del sagristà Luderio i en Gimena Ramos, un dels amors del capità Miranda. De Sorpresa es pren el personatge del capità Del Carril i de Juramento el tinent Villareal. El músic cec de Sorpresa és refós amb el sagristà de Dianas i l'escena de la càrrega de la tropilla de Carga amb l'incendi de Al rastro.
Després es va fer una compilació dels vocables, costums, girs i modismes d'època utilitzables, per a això van utilitzar llibres i fins i tot van viatjar a Salta per conversar amb els vilatans. A continuació es va fer un primer text del relat i un desenvolupament de les imatges. En aquest punt el director i els actors van aportar els seus comentaris i, finalment, es va elaborar el guió definitiu.

### El director Lucas Demare
Lucas Demare va néixer el 1907. Va estudiar música. El 1928 va viatjar a Espanya i es va incorporar com bandoneonista a l'Orquestra Típica Argentina. El 1933 va treballar com a intèrpret i cantor en les pel·lícules espanyoles Boliche i Aves sin rumbo.

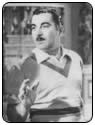
Lucas Demare

Entusiasmat amb el cinema, Demare va renunciar a l'orquestra, on guanyava mil dòlars per mes, i va començar a treballar en els estudis com a peó sense sou. Va anar aprenent l'ofici i va ascendir ràpidament: pissarrer, tercer ajudant i assistent de direcció. Temps després ho van contractar perquè debutés com a director, però la guerra civil i els seus prolegómenos ho van impedir i va haver de tornar a Buenos Aires.

Emilio Zolezzi, que además de crítico de cine fue el abogado de Artistas Argentinas Asociados desde sus comienzos cuenta sobre el director: 
| « | La guerra civil —i els seus prolegòmens— van posar fi a aquella tasca de Demare al cinema espanyol. Però va ser allà que ell va aprendre el seu ofici. Demare es vanta d'haver exercit tots els menesters del cinema, iniciats en els estudis d'Orphea Films, de Barcelona. Des d'escombrar l'estudi i fer anar la pissarra, com a progrés, fins a la direcció, tota l'escala va ser recorreguda pas a pas... És un autodidacta. Allò que li va implicar iniciar el seu camí en el cinema tenint davant seu un mur: el ignorat. I ho va anar guanyant en llargues i dures etapes. Lectures i aprenentatges tècnics robats en el set, sense més guia que el seu afany. | » |

Quan va tornar d'Espanya el seu germà Lucio li va aconseguir una ocupació com a encarregat de pis en els estudis cinematogràfics Riu de la Plata. En 1937 va ser contractat com a director i guionista per a les pel·lícules Dos amics i un amor i en Vint-i-quatre hores de llibertat, ambdues interpretades per l'actor còmic Pepe Iglesias. En 1939 va passar a Pampa Films, una empresa amb majors pressupostos, per dirigir El fill del barri (1940), Cor de turc (1940) i Chingolo (1941), totes elles amb el seu propi guió.
En aquesta última pel·lícula, que va tenir bona recepció de crítica i de públic, "es va consolidar l'excepcional equip tècnic que ho acompanyaria posteriorment en Artistes Argentins Associats: el seu germà Lucio en la banda musical, l'assistent Hugo Fregonese, el montajista Carlos Rinaldi, l'escenògraf Ralph Pappier, el il·luminador nord-americà Bob Roberts (de la American Society of Cinematographers), el camarógrafo Humberto Peruzzi, l'electricista Serafín de l'Església, el maquillador Roberto Combi i algun altre."
La següent pel·lícula va ser El capellà gaucho, en la qual va iniciar la seva relació amb Enrique Muiño, però pesi al seu rotund èxit comercial va ser acomiadat per Pampa Films.

### La filmació
Lucas Demare considerava que els mesos de gener i febrer (ple estiu) eren els més adequats per fer la filmació a Salta però quan tenien els diners necessaris van haver de postergar-la fins a l'hivern perquè li van informar que en els mesos d'estiu eren allí freqüents les inundacions. Demare va viatjar primer a Salta per recórrer la zona perquè atès que no coneixia aquesta província volia fer l'enquadrament de la pel·lícula sobre el terreny. Es va traslladar l'equip, unes vuitanta persones, que va anar a viure en un vell caserón que van llogar instal·lant-se en un gran saló i en dues petites habitacions i per a cadascun que arribava posaven un catre i un calaix de cervesa com a tauleta de llum; les actrius i Enrique Muiño, en raó de la seva edat, es van allotjar en un hotel.

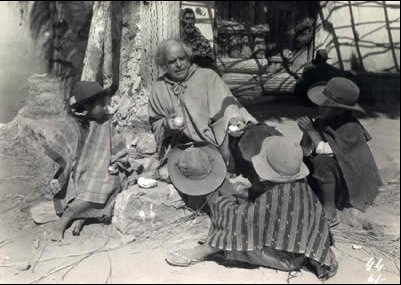
Enrique Muiño

A l'arribar a Salta li van presentar al cap militar coronel Lanús les recomanacions que portaven però no van trobar bona voluntat per part seva i en lloc d'ajudar-los posava obstacles, provocant que se'ls tanquessin moltes portes a la ciutat. Així explicava Demare com ho van solucionar:
| « | Aleshores vaig preguntar a l'equip, a Muiño, a Petrone, si em deixaven llegir-los el llibre. Vam reunir, doncs, al governador Aráoz, al cap de policia, a les força vives, i vam fer una lectura. Vaig posar tant d'entusiasme en ella, que a l'acabar tota Salta estava disposada a ajudar-nos. Després Lanús ens va cedir, fins i tot, un professor d'esgrima de l'exèrcit per entrenar l'elenc. | » |

Demare havia portat de Buenos Aires la roba de gautxo per als actors, però en arribar va advertir que no era apropiada per al clima buscat a la pel·lícula perquè era nova, de manera que quan trobava un gautxo autèntic que portava roba usada, encara que fos trancada li canviava per la nova.Per la seva banda Magaña i Chiola que en la pel·lícula havien d'usar uniformes van ser enviats per Demare a fer llargues cavalcades per «estovar» els uniformes i també els cossos no acostumats a cavalcar. Resultava així que moltes vegades els vilatans eren sorpresos en el camp amb l'aparició de dos oficials vestits a la manera d'aquella època.
Lucas Demare té a la pel·lícula diverses petites aparicions. En una de les escenes calia filmar l'incendi del poble (d'acord amb l'argument, les forces realistes obstaculitzen i ho incendiaven doncs s'havien adonat que el traïdor era el sagristà). La filmació havia de fer-se en una sola presa ja que, per descomptat, el poblat es podia incendiar una sola vegada, per la qual cosa tant Demare com els camerògrafs i la resta de l'equip es van vestir de gauchos o de realistes. D'aquesta forma si algun entrava en el focus d'una càmera semblava que formava part de l'acció i no arruïnava la presa. Mentre Demare dirigia, un cop de vent va portar el foc cap a ell fent-li perdre la perruca i deixant-li la barba postissa chamuscada.

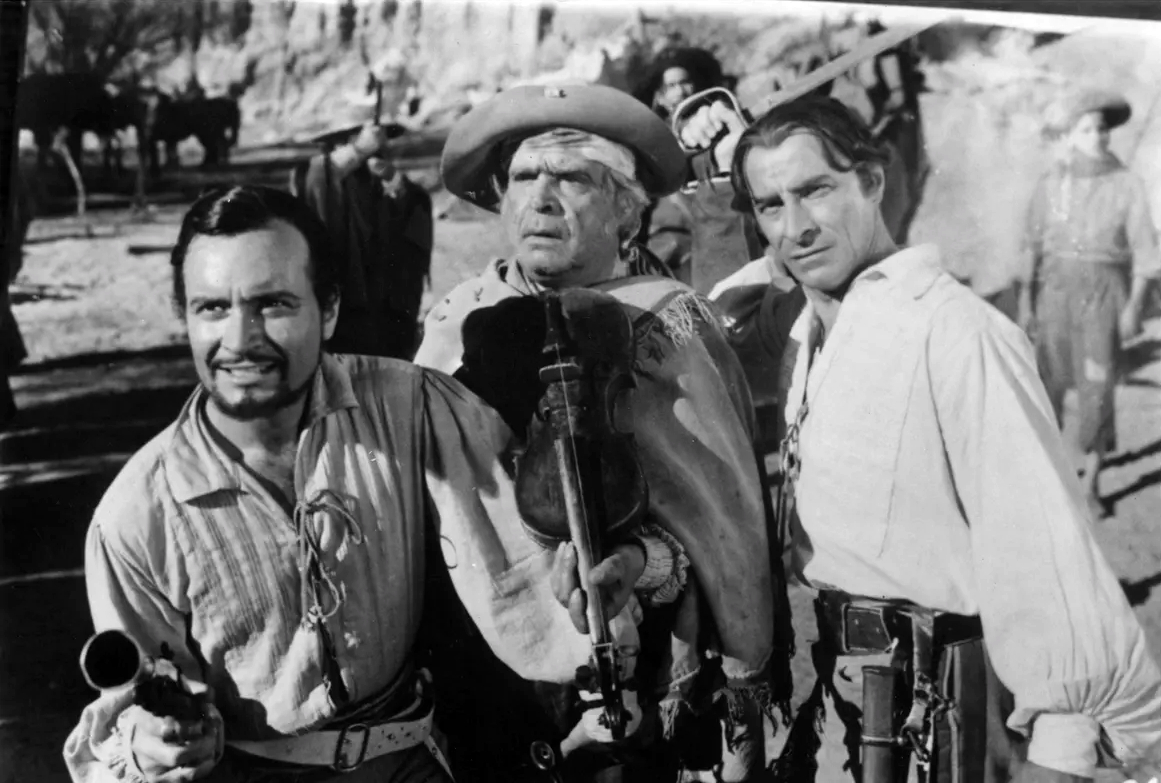
Ángel Magaña, Enrique Muiño i Sebastián Chiola

En un altre moment, Demare va actuar com un soldat espanyol que, atacat pels gautxos, rep un cop de llança en el pit. Magaña explica: «La llança la hi tirava jo des de dalt de la càmera i li donava de ple en el pit. Li vaig fer un blau tan gran que després va caldre posar-li un apòsit. Tenia un hematoma tremend de tants cops, i ell ordenava: Una altra vegada! Una altra vegada! Jo pensava que ho anava a matar...» En la mateixa escena actuava, també caracteritzat, el maquillador, que en la baralla rebia una pedrada.
En una altra escena en la qual discuteixen els personatges que jugaven Amelia Bence, Petrone i Magaña aquest últim havia de rodar per les escales però dubtava de la seva integritat física. Llavors Demare es va posar d'esquena a la part alta de l'escala i es va tirar de cap, per demostrar-li que l'escena es podia fer sense riscos. I aquesta va ser la seqüència que va quedar en la pel·lícula.
L'escena en què un grup de cavalls baixava un vessant amb branques enceses lligades a les seves cues s'havia de captar de front. Per a això es va construir una casamata de pedra i acàcies en la qual es va situar el camerògraf Peruzzi que compte: «A l'ordre de "Llestos!", vaig veure venir a aquesta massa de caps i cascos a tota velocitat, i no vaig respirar fins que els vaig veure obrir-se just davant de mi mentre els captava anant-se pels costats… Vam haver de suplantar amb valentia, enginy i temeritat la tecnologia insuficient.»
A la filmació van prendre part més de mil persones per a les escenes de conjunt, en tant que vuitanta actors van tenir papers amb lletra. Entre els extres hi havia gautxos del lloc contractats per la productora i uns altres que van proporcionar els Patrón Costa, família adinerada de Salta, pagant-los de la seva butxaca. També van participar un professor d'esgrima i soldats facilitats per les autoritats militars i dos jugadors de pato vinguts des de Buenos Aires, experts en caigudes del cavall. Com els gautxos no es volien vestir d'espanyols van posar als conscriptes a actuar com a soldats realistes.

### Localitzacions
Per a les escenes que transcorrien al poble crioll en el qual els espanyols havien establert la seva caserna general es va triar el poblat de Sant Fernando, a dos mil metres d'altura. Prop d'allí es troba el congost del Gallinato, on també es van filmar les escenes del campament gautxo i l'assalt contra l'habitatge de la dona de Miranda.
Amb material portat des de Salta en uns cinquanta camions es va construir un llogaret. Tenia una àrea de mil metres quadrats, amb quinze cases, església amb campanar, hospital, caballerizas, corrals, comandància, cementiri, forns i murs, tot el que quedava destruït pel foc en les escenes finals. Per al rodatge el director va demanar cinc-cents cavalls, quatre-cents cap de bestiar, bous, mules, rucs i gallines. A més, diversos elements de utilería: carrets, carretes, rodats de l'època, parcs i bagatges de l'exèrcit.

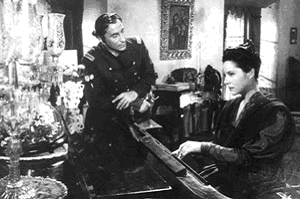
Sebastián Chiola i Amelia Bence

Les escenes d'interior i exterior de l'estada d'Asunción, les del campament realista de nit, l'interior del campanar i de l'església, la mort del noi i el número musical dels Hermanos Ábalos es van filmar en estudis a Buenos Aires

## Sinopsi
A Salta, pel 1817, durant la Guerra de la Independència les forces irregulars que responien al general Martín Güemes fereixen en una acció de guerrilles a un tinent de l'exèrcit espanyol, peruà de naixement. Ho mantenen captiu en l'estança d'una patriota, de nom Asunción, mentre li donen atenció mèdica. Els gautxos que integraven les forces patriotes rebien ajuda del sagristà d'una capella, situada al costat del seient de les tropes realistes, qui fingia lleialtat al rei però que amb el so de la campana enviava missatges als gautxos ocults a les muntanyes. Quan els realistes descobreixen la seva acció ataquen i incendien la capella, el sagristà queda cec i, sense proposar-s'ho, guia als realistes fins al campament patriota i els gautxos són aniquilats. En la seqüència final, passada la batalla, els tres únics personatges amb vida, el sagristà ferit, un vell i l'oficial peruà, enamorat d'Asunción i convertit a la causa patriota, albiren les tropes de Güemes que arriben per seguir la lluita.

### Pròleg de la pel·lícula
La pel·lícula comença amb un pròleg a la pantalla proporcionant les circumstàncies històriques del lloc i època en què se situa l'acció i avancen la posició dels seus autors:
Des de 1814 a 1818, Güemes i els seus gautxos, a la frontera amb l'Alto Perú, abandonada per les tropes regulars, van sostenir una aferrissada lluita contra els exèrcits realistes. Aquesta lluita d'escasses batalles i nombroses guerrilles es va caracteritzar per la permanent heroïcitat dels adversaris. L'espessor de les muntanyes va acollir centenars de partides. La guerra de recursos es va obrir com un ventall mortal sobre els camps. Velles tercerolas, sabres picats, fones, garrots, llances, llaços i boleadores van ser les armes dels gautxos. Ni la gana ni la misèria van detenir a aquestes hosts primitives. A ells, als quals van morir lluny de les pàgines de la història, volem evocar en aquestes imatges.

## Repartiment

### Actors i actrius principals
- Enrique Muiño (sagristà Lucero) va néixer a Espanya el 5 de juliol de 1881 i sent un nen va migrar amb els seus pares a Buenos Aires. Després d'un petit debut teatral professional el 1898 va continuar realitzant diversos papers fins que va formar amb Elías Alippi una companyia teatral que va aconseguir molt èxit a l'Argentina i a Espanya. En el cinema va debutar a la pel·lícula Juan Moreira (1913) i després va treballar regularment des de 1937. El 1941 va rebre un Diploma d'Honor en els premis Còndor Acadèmic (atorgat per l'Acadèmia d'Arts i Ciències Cinematogràfiques de l'Argentina) per la seva feina com a millor actor a la pel·lícula El cura gaucho.
- Francisco Petrone (capità Miranda) el veritable nom del qual era Francisco Antonio Petrecca Mesulla va néixer el 14 d'agost de 1902 a Buenos Aires. Va exercir diversos oficis fins que va ingressar com a comparsa en la companyia teatral Vittone-Pomar i va iniciar una carrera actoral que va continuar fins a la seva mort. Va debutar en cinema amb Monte criollo (1935), pel·lícula que el situa com a actor de forta personalitat l'estil contingut del qual es va anar perfeccionant fins a ser capaç d'expressar corrents ocults i tensions interiors dels seus personatges. Va tenir després actuacions excel·lents en La fuga (1937) i Prisioneros de la tierra (1939).
- Ángel Magaña (tinent Vila-real). Va néixer a Buenos Aires el 24 d'agost de 1915. Després de debutar com a extra en 1935 en la pel·lícula El cavall del poble de Manuel Romero, va treballar en Cadetes de San Martín (1937) i en Prisioneros de la tierra.
- Sebastián Chiola (capità Del Carril). Va néixer a Rosario (Província de Santa Fe), Argentina el 1902. Va treballar com a forner i corredor d'assegurances. Va entrar a la vida teatral professional amb la companyia de José Gómez. Va debutar a Montevideo el 1925 amb l'obra Papà Leonard i poc després va integrar la companyia de Muiño i Alippi. Va actuar per primera vegada al cinema en el curt documental Petróleo (1936) al que van seguir Palermo (1937) i La fuga (1937).
- Amelia Bence (Asunción Colombres). Va néixer a Buenos Aires el 13 de novembre de 1919. La seva relació amb l'actuació va començar als cinc anys en el Teatro Infantil Labarden. Va estudiar al Conservatorio Nacional de Arte Escénico i va debutar en el teatre en Wunder Bar. La seva primera actuació en cinema va ser en Dancing (1933) i va tenir un paper destacat en La vuelta al nido (1938).

### Actors i actrius en papers secundaris
- Ricardo Galache
- Dora Ferreiro
- Elvira Quiroga
- Juan Pérez Bilbao
- Carlos Campagnale
- Aquiles Guerrero
- Roberto Combi
- Amílcar Leveratto
- Antonio Cytro
- Carlos Enzo
- Roberto Prause
- René Mugica
- Raúl Merlo
- Ricardo Reinaldo
- Alberto Contreras (h)
- Laura Moreno
- José López
- Jacinta Diana

### Altres col·laboradors
- Assistència de direcció: Hugo Fregonese
- Fotografia: Bob Roberts
- Càmera: Humberto Peruzzi
- Escenografia: Ralph Pappier
- Instrumentació: Juan Ehlert
- Muntatge: Carlos Rinaldi

## Música i danses
La banda sonora va ser a càrrec de Lucio Demare. Va néixer a Buenos Aires el 9 d'agost de 1906. Als sis anys va començar a estudiar música, a partir dels vuit tocava el piano en sales de cinema. Era encara l'època del cinema mut. El 1926 va viatjar a París per unir-se a una orquestra mentre continuava la seva labor de compositor. Va actuar amb gran èxit en diversos països i després va tornar a l'Argentina on va reunir la seva pròpia orquestra.
A Espanya el 1933 va compondre la música de dues pel·lícules en les quals també va actuar. Va iniciar la seva participació al cinema argentí el 1936 amb la música de la pel·lícula Ya tiene comisario el pueblo, dirigida per Claudio Martínez Payva i va seguir el 1938, en col·laboració amb Francisco Canaro, amb Dos amigos y un amor, dirigida pel seu germà Lucas Demare.
Va continuar component per pel·lícules, una de les quals va ser Prisioneros de la tierra, amb l'adreça de Mario Soffici, per al segell Pampa Film i després es va vincular amb la productora de pel·lícules Artistas Argentinos Asociados per la qual va musicar El Vell Guardiola.
Els números musicals i danses natives van estar a càrrec del conjunt dels germans Ábalos.
La banda musical de La guerra gaucha —executada generalment fora de quadre— té com a objectius centrals ambientar les escenes i crear climes de major o menor distensió. Un aspecte comú d'aquestes pel·lícules de caràcter èpic és el de realçar el caràcter dels esdeveniments —per exemple l'enfrontament, l'arribada de la cavalleria, la mort dels protagonistes, etc. El cançoner que, sol estar dins de quadre, té funcions descriptives, narratives i dramàtiques.

## Recepció
La guerra gaucha va ser molt ben acollida per la crítica i el públic i va rebre nombrosos premis. La crònica de l'Heraldo de Buenos Aires expressava: 
| « | Un relat vigorós, en què es combina l'acció guerrera, amb escenes de combats, de realització encara no assolida en el nostre cinema, amb notes costumistes del nord, d'encomiable autenticitat... Pot figurar al costat de les bones produccions èpiques d'origen estranger per la seva excel·lent tècnica, la bellesa i majestuositat dels ambients, la interpretació i caràcters dels personatges. | » |

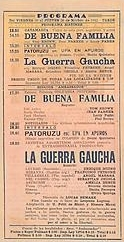
Programa de La guerra gaucha

D'altra banda, la crónica del diari La Nación deia:
| « | Per la magnitud de la seva empresa, per la realitat i la imaginació; per la dignitat del to amb què evoca la nostra guerra gautxa i per l'exaltació patriòtica que trasunta; pel vigor i per l'interès, pel seu sentit i perquè s'ha aconseguit que creui entre les seves imatges "la sang de la terra" pot estimar-se que la guerra gautxa respon, com elevada expressió de la nostra cinematografia, a la transcendència de la lluita que evoca i a la bellesa del llibre admirable que la inspira. | » |

Claudio España va escriure:
| « | La guerra gaucha és una "Epopeia clàssica dins la nostra cinematografia. Els relats de Leopoldo Lugones abocats a la pantalla en imatges de solt però incontenible vigor, dins d'un marc espectacular i recognosciblement nacional (res d'estampetes de col·legi), juntament amb una història molt interessant, van conferir al film el segell de qualitat que la nostra pantalla requeria. | » |

La opinió del crític José Agustín Mahieu va ser la següent:
| « | Una història de vegades convencional en la seva estructura, però dinàmica, plena d'acció i aventura (algun crític europeu la va qualificar de western de gautxos) i travessada per un càlid alè èpic. La seva indubtable sinceritat i vibració arriba encara avui a l'espectador argentí. Si el seu efecte objectiu (un cop delimitada l'emoció patriòtica) és menys convincent, es deu, potser, a que els seus elements temàtics i la seva expressió fílmica no aprofundien en l'essència històrica de la gesta; preferint adjectivar els clàssics elements èpics: herois d'una peça, sentiments purs, valor i sacrifici, en una forma una mica elemental; el film perd de vista el sentit autèntic, inexorable i terrible del moviment total d'un poble que lluita per la seva llibertat. El anecdòtic, la vinyeta heroica o emotiva, de fàcil repercussió patriòtica reemplaça a les grans línies d'una visió que podia transcendir en aquesta clau èpica a una comunicació universal. La guerra gaucha pot resultar ara primària i gairebé escolar, ingènua i elemental expressivament. No obstant això, i malgrat les seves bàsiques insuficiències de forma i concepte, posseeix un autèntic encant, fruit de la seva sinceritat i el seu vigor. | » |

César Maranghello opinà que
| « | Justament el caràcter de gesta popular que Lugones reivindicava al dir que la guerra gaucha va ser en veritat anònima com totes les grans resistències nacionals prova que els adaptadors van saber captar una força subterrània que eclosionaria aviat en fets històrics decisius: els gautxos anònims, el militar que deserta de les tropes espanyoles per unir-se als criolls, o el capellà gautxo, fabulen una síntesi de poble, exèrcit i religió que estarà present a la revolució de 1943 | » |

A les dinou setmanes d'exhibició, havien vist la pel·lícula 170 000 espectadors, i aleshores portava només quatre setmanes consecutives d'exhibició a Montevideo.

## Premis
La pel·lícula va rebre els següents premis:
- Asociación de Cronistas Cinematográficos de la Argentina: Millor Film, Millor Director, Millor Adaptació (Ulyses Petit de Murat i Homero Manzi).
- Academia de Artes y Ciencias Cinematográficas de la Argentina: Còndor i Diploma en les categories Film, Director, Adaptació (Ulyses Petit de Murat i Homero Manzi), actor Principal (Francisco Petrone), Muntatge, So i Càmera.
- Comissión Nacional de Cultura: Millor Adaptació (Ulyses Petit de Murat i Homer Manzi).
- Municipalidad de la Ciudad de Buenos Aires: Primer Premi en les categories Film, Director, Adaptació (Ulyses Petit de Murat i Homero Manzi), actriu Principal (Amelia Bence), actor Principal (Francisco Petrone), Fotografia, Música i So.
- Asociación de Cronistas Cinematográficos de La Habana (Cuba / 1948): Millor Pel·lícula Estrangera estrenada a Cuba en 1947.

## Aspectes econòmics
Com a conseqüència de la postergació de l'inici de la filmació els productors van gastar part dels diners que havien reunit per a aquest fi en el rodatge de El viejo Hucha i per reposar-ho van haver de malvendre anticipadament els drets d'exhibició de La guerra gaucha per a algunes zones. Finalment, cuidant moltíssim la despesa, la producció de la pel·lícula va costar $ 269 000 moneda nacional. que es va amortitzar totalment en les dinou setmanes d'exhibició a les sales d'estrena.
No obstant això, la inexperiencia en els negocis de la majoria dels associats i els escassos recursos amb els quals havien iniciat la societat van fer que aquest èxit de crítica i de públic no es reflectís en a part econòmics, a la qual cosa es va sumar el problema de l'escassetat de pel·lícula verge que afectava a l'Argentina.

## Trajectòria posterior dels participants
Després de la guerra gaucha Lucas Demare va dirigir importants pel·lícules com la multipremiada Su mejor alumno, Los isleros i El último perro. Homero Manzi i Petit de Murat van seguir realitzant guions de pel·lícula, alguns d'ells en col·laboració. Manzi va seguir component tangos de reconegut mèrit fins a la seva mort i Petit de Murat, que en 1980 era el llibretista viu que més guions havia fet al món, va escriure obres teatrals i assajos, va tenir importants càrrecs en entitats gremials i va presidir el Fondo Nacional de las Artes.
Enrique Muiño, Francisco Petrone, Ángel Magaña, Sebastián Chiola i Amelia Bence van prosseguir les seves carreres actorals en importants pel·lícules i Lucio Demare va seguir vinculat al cinema com compositor de bandes sonores de nombroses pel·lícules en tant que seguia la seva carrera de músic de tango. El llibretista Homero Manzi, els tres assistents de direcció Hugo Fregonese, René Mugica i Rubén Cavallotti i tres col·laboradors més, Ralph Pappier, Carlos Rinaldi i René Mugica van arribar a dirigir les seves pròpies pel·lícules, i fins i tot Fregonese va fer algunes d'elles als Estats Units. Per la seva banda el camerògraf Humberto Peruzzi va iniciar anys després una extensa carrera com a director de fotografia.

### Nova versió dela guerra gaucha
En 2011 es va anunciar una nova versió de la guerra gaucha a estrenar-se l'any següent, amb direcció de Norman Ruiz, però el projecte no es va concretar.

## Autorització
- Aquest article és una obra derivada de «La guerra gaucha» d'Héctor Guido Calvo. Text reproduït amb l'autorització de l'autor sota la llicència GNU Free Documentation License.